# Verenigd Koninkrijk op het Eurovisiesongfestival 2019

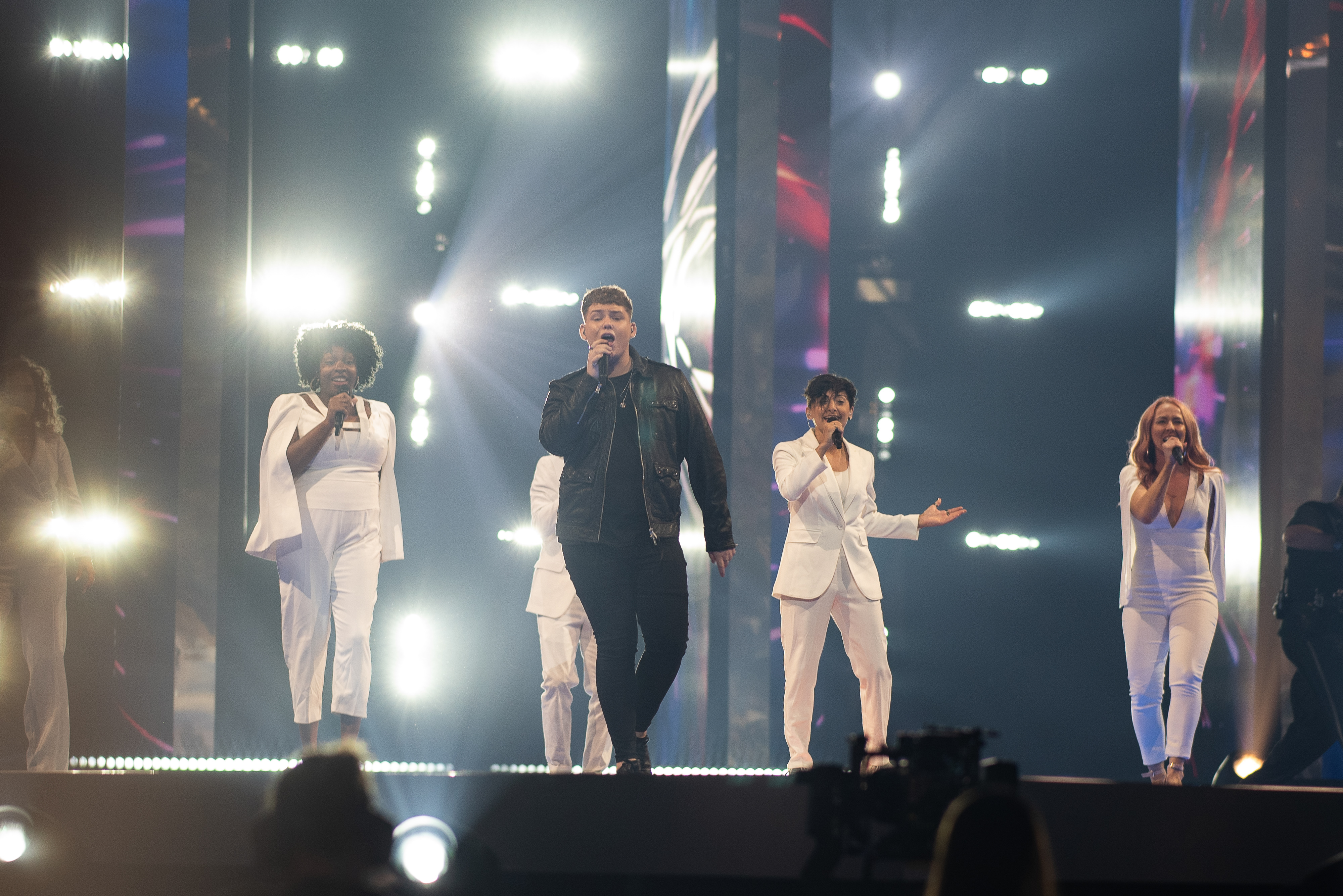
Michael Rice tijdens de repetities in Tel Aviv.

Het Verenigd Koninkrijk nam deel aan het Eurovisiesongfestival 2019 in Tel Aviv, Israël. Het was de 62ste deelname van het land aan het Eurovisiesongfestival. De BBC was verantwoordelijk voor de Britse bijdrage voor de editie van 2019.

## Eurovision: You Decide
Op 19 september 2018 maakte de Britse openbare omroep bekend te zullen deelnemen aan de 64ste editie van het Eurovisiesongfestival. Er werd voor geopteerd een nationale finale te organiseren, net als de voorgaande drie jaren.
Geïnteresseerden kregen van 19 september tot en met 26 oktober 2018 de tijd om zich kandidaat te stellen voor deelname aan de nationale voorronde, genaamd Eurovision: You Decide. Op 23 januari 2019 werden de namen van de zes deelnemende acts vrijgegeven. De deelnemers werden in drie koppels verdeeld. In elk koppel brachten de artiesten een eigen versie van een nummer, waarna de vakjury één act doorstuurde naar de grote finale. In deze eindstrijd namen aldus drie artiesten het tegen elkaar op. De televoters hadden het laatste woord. Mel Giedroyc was net als de voorbije twee jaar presentatrice van dienst. Zij werd gesteund door Måns Zelmerlöw, voor de tweede maal op rij. Michael Rice won de nationale finale.

## Nationale finale
Eerste ronde
| Volgorde | Artiest       | Lied           |
| -------- | ------------- | -------------- |
| 1        | Kerrie-Anne   | Sweet lies     |
| 2        | Anisa         | Sweet lies     |
|          |               |                |
| 3        | Jordan Clarke | Freaks         |
| 4        | MAID          | Freaks         |
|          |               |                |
| 5        | Holly Tandy   | Bigger than us |
| 6        | Michael Rice  | Bigger than us |

Superfinale
| Volgorde | Artiest       | Lied           |
| -------- | ------------- | -------------- |
| 1        | Kerrie-Anne   | Sweet lies     |
| 2        | Jordan Clarke | Freaks         |
| 3        | Michael Rice  | Bigger than us |

## In Tel Aviv
Van het lied van het Verenigd Koninkrijk werd weinig verwacht, een plaats tussen de 19 en 23. Het Verenigd Koninkrijk stemde mee in de tweede halve finale. De 12 punten van de televote gingen naar Litouwen, die van de jury's gingen naar Noord-Macedonië.
Rice trad in de finale als zestiende op, na Noorwegen en voor IJsland. Michael Rice werd op het podium vergezeld door vijf achtergrondzangers, allemaal wit gekleed. De puntentelling werd een ware ontgoocheling voor het Britse kamp. De jury's gaven Rice 8 punten en het Verenigd Koninkrijk kreeg alleen van de Ierse televote maar 3 punten. Met 11 punten kwamen ze op een teleurstellende laatste plaats terecht. Michael Rice zei later dat de laatste plaats de schuld van de brexit was.